# Песнь о чудесной лани
«Песнь о чудесной лани» (венг. Ének a csodaszarvasról) — венгерский анимационный мифологический и исторический фильм 2002 года режиссёра Марцеля Янковича. В нём рассказывается история венгерского народа от сотворения первых людей до времён князя Гезы, когда народ был обращён в христианство. Повествование разделено на пять частей, каждая из которых посвящена отдельной эпохе. Фильм был снят киностудией Pannonia Film Studio. Премьера в венгерских кинотеатрах состоялась 21 февраля 2002 года.

## Критика
Дэвид Стрэттон написал в журнале Variety: «Анимированный урок истории для венгерских школьников, „Песнь чудесной лани“ мало что может предложить не-мадьярам. Этот давно находящийся в производстве полнометражный фильм от ветерана Марцеля Янковича предлагает хороший, хотя и очень ретро-дизайн, а также яркое использование цветов, но в нём мало современных анимационных приёмов… Используя в основном хоровое музыкальное сопровождение, фильм воспринимается очень серьёзно, без попыток юмора по мере развития долгой саги».